# Oba, Lá Vem Ela
Oba, Lá Vem Ela é uma canção originalmente composta e gravada por Jorge Ben Jor no álbum Força Bruta, de 1970.

## Regravações
Segundo o Ecad, em um levantamento feito em 2015, essa é a 4.ª música do Jorge Ben Jor mais regravada por outros artistas, à frente, por exemplo, de Chove Chuva, de Taj Mahal e de Ive Brussel. Uma das regravações mais famosas foi a que o Charlie Brown Jr. fez em 2003 no seu álbum Acústico MTV. Curiosamente, o Charlie Brown Jr. já havia flertado com esta canção ao fazer um cover na apresentação que eles realizaram no programa Luau MTV em 2002.
A versão gravada por Adryana Ribeiro fez parte da trilha-sonora da novela Vitória, da RecordTV.
Umas das regravações mais curiosas foi a feita pelo grupo sueco Junip, que faz parte da trilha-sonora do filme alemão The Fourth State.

## Faixas
- Créditos adaptados da contracapa do compacto português e angolano Oba, Lá Vem Ela.[11]

Lado A
| N.º | Título            | Compositor(es) | Duração |  |
| 1.  | "Oba, Lá Vem Ela" | Jorge Ben      | 3:16    |  |

Lado B
| N.º | Título                       | Compositor(es) | Duração |  |
| 1.  | "O Telefone Tocou Novamente" | Jorge Ben      | 3:51    |  |